# Flash Video
Flash Video（簡稱FLV），是一种网络视频格式，用作串流媒体格式，它的出现有效地解决了视频文件导入Flash后，使导出的SWF文件体积庞大，不能在网络上有效使用等缺点。
一般FLV文件包在SWF PLAYER的壳里，并且FLV可以很好的保护原始地址，不易下载，從而起到保护版权的作用。但还是有些视频格式转换软件将FLV转成一般的视频格式，如中国的软件格式工厂。随着视频网站的丰富，在2008年時这个格式已经非常普及，包括YouTube、NICONICO動畫、Google Video、Yahoo! Video、MySpace，以及中国的优酷、酷6、BiliBili等大部分视频分享网站均采用这个格式。
然而，Flash存在著包括大量耗電以及資訊安全等若干問題，隨著移动设备與流動應用程式的發展與普及而日益嚴重，2010年乔布斯曾公開抨擊。2011年11月9日，Adobe公司宣布停止開發個人電腦平台以外的Flash Player，而專注於開發非專利標示語言HTML5。
2016年，Youtube已經改採用HTML5技術，Google公司表示flash廣告会自動轉檔為HTML5形式。2015年6月，Google宣布公司旗下的Chrome瀏覽器停止了Flash外掛的自啟動。2015年9月1日起，Chrome瀏覽器預設不支援這些外掛程式，並且Amazon公司旗下電子商務和廣告平台也停止使用Flash技術。
中国视频网站哔哩哔哩为了减少迁移至HTML5成本而开发了flv.js，可以通过浏览器支持的Media Source Extension播放FLV文件格式中的H.264和AAC编码内容，所以如今Chrome、Edge等瀏覽器仍然可以收看來自BiliBili的影片。
2020年12月31日，Chrome作為最後一個宣布將不再支援使用Flash的應用程式瀏覽器，flv影片均無法透過Google Chrome收看，除開BiliBili、優酷等视频网站以外的影片網站均停止使用flv作為影片格式。

## F4V
FLV在H.264的視頻規格或是AAC的音源規格都達到功能極限，為了克服這個格式上的限制，F4V於是誕生。F4V是基於ISO base media file format制定出來的容器格式（Container format）。至少於Flash Player 12.0 update 3以上版本才能播放。F4V支援的視頻類型為H.264，影像類型為GIF、PNG以及JPEG，音頻類型為AAC以及MP3。

## FLV文件构成
FLV文件=FLV头文件+ tag1+tag内容1 + tag2+tag内容2 + ...+... + tagN+tag内容N

### FLV头文件
FLV头文件：（9字节）
- 1-3：前3个字节是文件格式标识（FLV 0x46 0x4C 0x56）。
- 4-4：第4个字节是版本（0x01）
- 5-5：第5个字节的前5个bit是保留的必须是0.
  - 第5个字节的第6个bit音频类型标志（TypeFlagsAudio）
  - 第5个字节的第7个bit也是保留的必须是0
  - 第5个字节的第8个bit视频类型标志（TypeFlagsVideo）
- 6-9:    第6-9的四个字节还是保留的。其数据为00000009 .
- 整个文件头的长度，一般是9（3+1+1+4）

### tag基本格式
tag类型信息，固定长度为15字节
- 1-4：前一个tag长度（4字节），第一个tag就是0
- 5-5：tag类型（1字节）；0x8音频；0x9视频；0x12脚本数据
- 6-8：tag内容大小（3字节）
- 9-11：时间戳（3字节，毫秒）（第1个tag的时候总是为0,如果是脚本tag就是0）
- 12-12：时间戳扩展（1字节）让时间戳变成4字节（以存储更长时间的flv时间信息），本字节作为时间戳的最高位。

在flv回放过程中，播放顺序是按照tag的时间戳顺序播放。任何加入到文件中时间设置数据格式都将被忽略。
- 13-15：streamID（3字节）总是0

### flv文件元信息（metadata）
flv文件中的元信息，是一些描述flv文件各类属性的信息。这些信息以AMF格式保存在文件的起始部分。adobe官方的标准flv元信息项目如下：
- audiochannels
- audiocodecid
- audiodatarate
- audiodevice
- audioinputvolume
- audiosamplerate
- creationdate
- duration (media files only)
- fmleversion (Flash Media Live Encoder version)（media files only）
- framerate
- height
- lastkeyframetimestamp (media files only)
- lasttimestamp (media files only)
- presetname
- videocodecid
- videodatarate
- videodevice
- videokeyframe_frequency
- width

两个常用的操作metadata的工具是flvtool2和FLVMDI，都是把keyframes作为一个默认的元信息项目。

## FLV播放程式

### 桌面軟體
這些播放程式包括：
- Adobe Media Player
- BitComet FLV Player
- ExtraPlayer
- GOM Player
- K-Multimedia Player
- MPlayer
- Perian
- PotPlayer
- Real Player 11
- VLC media player
- FLV Player by Martijn de Visser
- Quick Time 10
- 任何基于FFmpeg的播放程序
- 任何利用DirectShow配合ffdshow的播放程式
  - Media Player Classic
  - MPC-HC
  - MPC-BE
  - Windows Media Player
  - Windows Media Center（需要改動注册表）
  - 暴风影音
  - PowerDVD

### 桌面軟體與網頁端播放程式
- JW FLV Player（授權方式：CC by-nc-sa）
- Moyea Web Player（页面存档备份，存于）（免费使用。可装上插件进行功能上的扩展，所见即所得图形界面软件。）

### 網頁端播放程式
- Dreamsocket Media Player（授權方式：CC by-nc-sa）
- FV H.264 FLV Ads Player免費軟體
- Sonettic Cinema FLV Player免費與商業版軟體均有
- Hitasoft Free RIPE FLVPlayer
- FLV / H.264 Video Player I, II and III by FlashXpert